# Палм-Ривер-Клэр-Мел (Флорида)
Палм-Ривер-Клэр-Мел (англ. Palm River-Clair Mel) — статистически обособленная местность, расположенная в округе Хилсборо (штат Флорида, США) с населением в 17 589 человек по статистическим данным переписи 2000 года.

## География
По данным Бюро переписи населения США статистически обособленная местность Палм-Ривер-Клэр-Мел имеет общую площадь в 30,3 квадратных километров, водных ресурсов в черте населённого пункта не имеется.

## Демография
| Год переписи        | Нас.  |  | %±    |
| ------------------- | ----- |  | ----- |
| 1970                | 8536  |  | —     |
| 1980                | 14447 |  | 69,2% |
| 1990                | 13691 |  | −5,2% |
| 2000                | 17589 |  | 28,5% |
| 1970–2000 Источник: |       |  |       |

По данным переписи населения 2000 года в Палм-Ривер-Клэр-Мел проживало 17 589 человек, 4537 семей, насчитывалось 6034 домашних хозяйств и 6502 жилых дома. Средняя плотность населения составляла около 580,5 человек на один квадратный километр. Расовый состав населённого пункта распределился следующим образом: 54,33 % белых, 34,61 % — чёрных или афроамериканцев, 0,53 % — коренных американцев, 1,21 % — азиатов, 0,02 % — выходцев с тихоокеанских островов, 3,17 % — представителей смешанных рас, 6,13 % — других народностей. Испаноговорящие составили 22,50 % от всех жителей статистически обособленной местности.
Из 6034 домашних хозяйств в 38,7 % воспитывали детей в возрасте до 18 лет, 47,6 % представляли собой совместно проживающие супружеские пары, в 21,6 % семей женщины проживали без мужей, 24,8 % не имели семей. 19,3 % от общего числа семей на момент переписи жили самостоятельно, при этом 5,8 % составили одинокие пожилые люди в возрасте 65 лет и старше. Средний размер домашнего хозяйства составил 2,91 человек, а средний размер семьи — 3,33 человек.
Население статистически обособленной местности по возрастному диапазону по данным переписи 2000 года распределилось следующим образом: 31,5 % — жители младше 18 лет, 9,0 % — между 18 и 24 годами, 29,1 % — от 25 до 44 лет, 21,8 % — от 45 до 64 лет и 8,7 % — в возрасте 65 лет и старше. Средний возраст жителей составил 32 года. На каждые 100 женщин в Палм-Ривер-Клэр-Мел приходилось 95,0 мужчин, при этом на каждые сто женщин 18 лет и старше приходилось 90,5 мужчин также старше 18 лет.
Средний доход на одно домашнее хозяйство статистически обособленной местности составил 35 380 долларов США, а средний доход на одну семью — 38 035 долларов. При этом мужчины имели средний доход в 27 796 долларов США в год против 22 973 доллара среднегодового дохода у женщин. Доход на душу населения статистически обособленной местности составил 35 380 долларов в год. 14,9 % от всего числа семей в населённом пункте и 17,4 % от всей численности населения находилось на момент переписи населения за чертой бедности, при этом 26,1 % из них были моложе 18 лет и 9,0 % — в возрасте 65 лет и старше.